# Synalissa
Synalissa Fr. (kruszynka) – rodzaj grzybów z rodziny Lichinaceae. Ze względu na współżycie z glonami zaliczany jest do grupy porostów.

## Systematyka i nazewnictwo
Pozycja w klasyfikacji według Index Fungorum: Lichinaceae, Lichinales, Incertae sedis, Lichinomycetes, Pezizomycotina, Ascomycota, Fungi.
Nazwa polska według W. Fałtynowicza.

## Niektóre gatunki
- Synalissa polycocca Nyl. 1858[3]
- Synalissa symphorea (Ach.) Nyl. 1856 – kruszynka rozgałęziona
- Synalissa vulgaris Thwaites 1849[3]

Nazwy naukowe na podstawie Index Fungorum. Nazwy polskie według W. Fałtynowicza.